# Ефимов, Геронтий Валентинович
Геро́нтий Валенти́нович Ефи́мов (1906—1980) — советский историк-востоковед, общественный деятель, доктор исторических наук, профессор (1958), заслуженный деятель науки РСФСР (1969).

## Биография
Родился в 1906 году в селе Хреновом Воронежского уезда. Член КПСС.
С 1924 года — на хозяйственной, общественной и политической работе: сотрудник газеты «Коммуна», окончил восточное отделение ЛГУ. Преподаватель Ленинградского института философии, литературы, истории, Ленинградского государственного педагогического института, Белорусского государственного университета, Ленинградского государственного университета, заведующий кафедрой истории стран Дальнего Востока (1941—1980), декан восточного факультета (1949—1952), проректор (1961—1965) Ленинградского государственного университета.
В 1931 году, вскоре после смерти В. К. Арсеньева, опубликовал статью «В. К. Арсеньев как выразитель идеи великодержавного шовинизма», которая положила начало посмертным гонениям на учёного. В 1939 году защитил кандидатскую диссертацию «Сунь Ятсен в борьбе за независимость Китая», а в 1958 году — докторскую диссертацию «Международные отношения Китая и внешняя политика Цинского правительства в конце XIX века, 1894—1899 гг.» (в трёх томах)
Был заместителем председателя Ленинградского отделения Советского комитета защиты мира (1953—1974), председателем правления Ленинградского отделения Общества советско-китайской дружбы (1958—1979). Делегат XXI съезда КПСС.
Умер в Ленинграде в 1980 году.
Супруга — Татьяна Савишна Ефимова (1916—2006).

## Основные работы
- Очерки по новой и новейшей истории Китая. М.: Госполитиздат, 1949 (2-е изд. 1951);
- Встречи с друзьями. Л.: Детгиз, 1955;
- Внешняя политика Китая. 1894—1899 гг. М., 1958;
- Революция 1911 года в Китае. М., 1959;
- Страны и люди. Л., 1965;
- На Британских островах. Л., 1967;
- Буржуазная революция в Китае и Сунь Ят-сен (1911—1913 гг): Факты и проблемы. М.: ГРВЛ, 1974;
- Сунь Ятсен : Поиск пути (1914—1922). М., 1981.